# Гаупе-Калька, Агнешка
Агне́шка Га́упе-Ка́лька (пол. Agnieszka Haupe-Kalka; род. 16 июня 1970, Зелёна-Гура, Польская Народная Республика) — польская поэтесса, писательница и переводчица. Лауреат премии мэра Зелёна-Гуры (1994).

## Биография
Агнешка Гаупе родилась в Зелёна-Гуре в 1970 году. Её дед и бабка по отцовской линии, Вацлав и Мария Гаупе, во время Второй мировой войны были активными участниками Сопротивления в Польше и пережили заключение в концентрационных лагерях Освенцим, Биркенау и Бухенвальд.
Как член литературной группы «Die Hülle», Агнешка Гаупе являлась одним из организаторов фестиваля «Grochowice`93», посвящённого десятой годовщине со дня смерти поэта и переводчика Эдварда Стахуры. В 1994 году она получила премию мэра Зелёна-Гуры.
В 1996 и 1998 годах была участницей немецко-польского «Парохода поэтов», где познакомилась с немецким бардом Дитером Калька. 12 сентября 1998 года во Франкфурте-на-Одере они поженились. В прессе их бракосочетание получило название «Свадьбы поэтов».
В 1995 году, вместе с поэтами Йолантой Пытель, Катаржиной Ярош-Рабей и Владиславом Кленпкой, стала соучредительницей «Ассоциации ныне здравствующих поэтов» в Зелёна-Гуре. В 1995—1998 годах о-организатор «Университета поэзии». В 1997 году в Люблине участвовала в немецко-польском поэтическом фестивале и трудилась над публикацией антологии «Lubliner Lift / Lubelska winda» («Люблинский лифт»).
С Дитером Кальке основала проект «Дети придумывают сказки». Участвовала на фестивале радио-драмы в городе Руст, в Австрии, представив на нём свою радио-пьесу «Зеркальные образы двух народов», которая позднее была представлена публике во время симпозиума в Конференц-центре в Освенциме. Её проза и поэзия на немецком языке была опубликована в издании «Ostragehege» и на портале «Portalpolen».
Агнешка Гаупе занимается также разработкой настольных игр. Она приняла участие в ярмарке игр в Геттингене. С 1996 по 2005 год жила в Германии и Польше. С 2006 года проживает в Ирландии, занимаясь переводами с польского на английский и немецкий языки.